# Mia Hermansson Högdahl
Rose-Marie Gerda Mia Hermansson Högdahl, ogift Hermansson, född 6 maj 1965 i Göteborg, är en svensk handbollstränare och tidigare handbollsspelare (mittnia).
Hermansson Högdahl anses ofta vara Sveriges bästa handbollsspelare på damsidan genom tiderna, endast  i konkurrens med Isabelle Gulldén. Hon har gjort flest mål i Sveriges damlandslag genom tiderna och är den enda svenska damspelaren som blivit utsedd till Årets bästa handbollsspelare i världen av IHF, 1994. Hon var länge den enda damspelaren som utsetts till Årets handbollsspelare i Sverige tre gånger (säsongerna 1984/1985, 1986/1987 och 1993/1994), tills Isabelle Gulldén tangerade och sedan passerade rekordet (2017/2018).

## Klubbkarriär
Mia Hermansson Högdahls (då enbart Hermansson) moderklubb är Göteborgsklubben HP Warta. Hon började spela i HP Warta när hon var tio år, till en början som målvakt. I den föreningen spelade hon när hon debuterade i landslaget 1984. 1985 spelade HP Warta SM-final men förlorade mot Stockholmspolisens IF. Hermansson vann säsongens skytteliga med 112 gjorda mål på 18 matcher.
Sommaren 1985 bar det av till Tyresö HF där hon blev svensk mästare 1987. Därefter väntade en proffskarriär i norska Byåsen IL där hon blev norsk mästare. Därefter bar det av till 1990-talets storklubb i Europa, österrikiska Hypo Niederösterreich. Där blev hon inte bara österrikisk mästare utan också Champion League-vinnare två gånger (1994 och 1995). Hon blev också utsedd till Världens bästa handbollsspelare under år 1994. 1996 återvände hon till Norge och Byåsen för en ny mästerskapstitel innan hon avslutade sin spelarkarriär med en säsong i Spanien.

## Landslagskarriär
Från 1984 till 1998 spelade Mia Hermansson Högdahl 225 landskamper för Sveriges damlandslag och gjorde rekordmånga 1 153 mål, i snitt 5,12 mål per match.

## Tränarkarriär
Mia Hermansson Högdahl startade sin tränarkarriär i Sjetne IL 2001–2002 och hon har sedan varit assisterande tränare för den norska klubben Levanger HK, 2003–2008.
2003 blev hon anställd av Norges Håndballforbund i ledarstaben för Norges damlandslag. 2009 blev hon assisterande förbundskapten till Thorir Hergeirsson och hade uppdraget fram till mars 2020. Som assisterande förbundskapten var Hermansson Högdahl med om att vinna tio medaljer under 13 mästerskap. 2020 började hon istället arbeta med Norges yngre landslag på flicksidan.

## Familj
Mia Hermansson Högdahl är gift med handbollstränaren Arne Högdahl, som tränat bland annat Hypo Niederösterreich. Deras dotter Moa Høgdahl (född 1996) är elithandbollsspelare med landslagsmeriter i Norges landslag.

## Meriter som spelare
Internationellt
- Champions League-mästare två gånger (1994 och 1995) med Hypo Niederösterreich
- EHF-cupmästare 2000 med Milar L'Eliana

Inhemskt
- Svensk mästare 1987 med Tyresö HF
- Norsk mästare tre gånger (1988, 1990 och 1998) med Byåsen IL
- Norsk cupmästare tre gånger (1988, 1989 och 1991) med Byåsen IL
- Österrikisk mästare fyra gånger (1993, 1994, 1995 och 1996) med Hypo Niederösterreich
- Österrikisk cupmästare fyra gånger (1993, 1994, 1995 och 1996) med Hypo Niederösterreich
- Spansk mästare 2000 med Milar L'Eliana